# Starý Hrozenkov
Starý Hrozenkov (deutsch Alt Traubendorf, früher auch Alt Hrosenkau) ist eine Gemeinde in Tschechien. Sie liegt 17 Kilometer südöstlich von Uherský Brod an der Grenze zur Slowakei in den Weißen Karpaten und gehört zum Okres Uherské Hradiště.

## Geographie
Der Ort erstreckt sich im Tal des Kratkovský potok, eines Zuflusses der Drietomice. Östlich, schon auf slowakischem Gebiet erhebt sich die Chabova (751 m).
Durch Starý Hrozenkov führt die Europastraße 50 / Staatsstraße 50, südöstlich des Dorfes liegt der Grenzübergang Starý Hrozenkov / Drietoma.
Nachbarorte sind Žítková im Nordosten, Boky und Černé im Osten, Dolina und Rovné im Südosten, Vyškovec im Süden, Šagátky und Vápenice im Westen sowie Bzová im Nordwesten.

## Geschichte
Die Besiedlung des zur historischen Region Kopanice an der Grenze zwischen Mähren und Ungarn gelegenen Ortes erfolgte im 11. Jahrhundert. Die erste urkundliche Erwähnung des Dorfes stammt aus dem Jahre 1261, als Ottokar II. Přemysl eines Teils des damals Vysoká Lhota genannten Gebietes am Bach Hrozinkova bis zur Ortsgrenze von Drietoma dem neu errichteten Kloster Smilheim stiftete, das im selben Jahr von Smil von Zbraslav und Střílky gegründet worden war.
Zu dieser Zeit hatten die Fluren von Hrozenkov eine beträchtliche Ausdehnung und umfassten ein Gebirgsterrain, des in östliche Richtung von Rasová (heute Nový Dvůr) über den Berg Chabová bis an die Súčianka und zum Tal der Brusná westlich von Drietoma, sowie im Westen bis Spytína und über den Velký Lopeník an den Zlatný potok bei Březová reichte und unter den Herrschaften Trenčín, Beckov, Světla und Bánov aufgeteilt war.
Am Hrosenkauer Pass wurden während der Türkenkriege Schanzen errichtet. Am 6. Oktober 1663 durchbrachen die Türken die Befestigungsanlagen und fielen plündernd und brandschatzend nach Mähren ein. In der Gegend von Ungarisch Brod, Ungarisch Hradisch und Straßnitz wurden dabei 49 Ortschaften niedergebrannt und 5000 Bewohner getötet. Mehr als 2000 junge Leute wurden von den Eindringlingen bei ihrem Rückzug nach Ungarn und ins Osmanische Reich verschleppt.
Im Laufe der Zeit wurde die Ansiedlung als Hozné Pusty, Pusty Hrozinkow bzw. Rozinkov bezeichnet. Nach der Grenzziehung zu Ungarn wurde das Dorf im 17. Jahrhundert geteilt, der östliche Teil einschließlich der Weiler Svitava und Zárzivá wurden ungarisch. Nachdem Kašpar Gabriel Illesházy die Herrschaft Vsetín erworben hatte, gründete er 16 Kilometer östlich der Stadt Vsetín die Ortschaft Nový Hrozenkov und siedelte die Bewohner der an Ungarn gefallenen Teile von Hrozenkov im Jahre 1718 dorthin gewaltsam um. Seit der Ortsgründung erhielt das alte Dorf den Namen Starý Hrozenkov. Im 18. Jahrhundert entstand in Starý Hrozenkov ein Zollamt und 1841 erfolgte der Bau der Straße nach Ungarisch Brod.
Nach der Ablösung der Patrimonialherrschaften bildete Hrozinkov/Alt Hrosenkau ab 1850 eine Gemeinde in der Bezirkshauptmannschaft Uherský Brod, zu der bis 1919 auch die Ansiedlungen Vápenice, Vyškovec und Žítková gehörten. Zwischen 1936 und 1939 wurde die Straße von Ungarisch Brod nach Trentschin ausgebaut.

## Ortsgliederung
Für Starý Hrozenkov sind keine Ortsteile ausgewiesen. Zur Gemeinde gehören die Weiler Černé, Dolina und Rovné.

## Sehenswürdigkeiten
- spätbarocke Kirche Mariä Geburt, erbaut 1774
- Statue des Hl. Johannes von Nepomuk, aufgestellt 1830
- Kapelle am Teich bei Dolina
- Starohrozenkovský lom, ehemaliger Basalt- und Andesitsteinbruch an der Skalka, der seit dem Ende der 1920er Jahre industriell betriebene Steinbruchbetrieb wurde 1982 eingestellt.